# Anna Alekszandrovna Kocsetova
Anna Alekszandrovna Kocsetova cirill betűkkel: Анна Александровна Кочетова (Volgográd, 1987. május 4. –) orosz kézilabdázó, az orosz Dinamo Volgográd és a GK Asztrahanocska játékosa volt.

## Pályafutása

### Klubcsapatokban
Anna Kocsetova 2002-ben kezdte pályafutását a Dinamo Volgográd csapatában. 2009-ben, 2010-ben, 2011-ben, 2012-ben, 2013-ban és 2014-ben bajnokságot nyert a csapattal, míg a 2007–2008-as szezonban EHF-kupa-győztes lett, a Dinamo a spanyol Itxako-Navarrát múlta felül a döntő párharc két mérkőzésén. 2015-ben az Oroszországi Föderáció bajnokságainak legjobb játékosának választották. 2017 nyarán az Asztrahanocska játékosa lett. Pályafutását 2020-ban fejezte be.

### A válogatottban
Az orosz válogatottal az első világversenye a 2010-es Európa-bajnokság volt. Ezt követően lemondta a válogatottságot és hosszabb ideig nem szerepelt a nemzeti csapatban. 2015-ben szerepelt újra a keretben, abban az évben részt vett a világbajnokságon. 2016 nyarán fia született, emiatt nem vett rész az az évi olimpián. Decemberben kezdett edzeni, majd 2017 januárjában jelentkezett újra játékra. A 2018-as Európa-bajnokságon ezüstérmes lett.